# شهرستان یی (هبئی)
شهرستان یی (به انگلیسی: Yi County) یک شهرستان در چین است که در بائودینگ واقع شده‌است. شهرستان یی ۲٬۵۳۴ کیلومتر مربع مساحت و ۵۵۷٬۴۰۰ نفر جمعیت دارد.